# Isang Yun
Isang Yun, también escrito Yun I-sang (nacido en Tongyong (en ese entonces llamado Tōei), Chōsen, el 17 de julio de 1917 y fallecido en Berlín el 3 de noviembre de 1995) fue un compositor surcoreano que desarrollo casi toda su carrera musical en Alemania.
Hijo de un renombrado poeta llamado Yun Ki-hyon comenzó a escribir música a la temprana edad de 13 años. Debido a la oposición de su padre, se tardó dos años más en comenzar formalmente sus estudios musicales con un violinista que tocaba en una banda militar en Keijō. Estudió en la Universidad de Música de Osaka, pero luego volvió a Tonyong, donde compuso una "Canción del pastor". Regresó a Japón a partir de 1939, esta vez en Tokio donde recibió clases de composición y contrapunto bajo la dirección de Tomojiro Ikenouchi. Cuando Japón entró en la II Guerra Mundial en diciembre de 1941, regresó a Corea donde participó en el movimiento de independencia coreano, por lo que fue arrestado en 1943 y encarcelado por dos meses. Al quedar en libertad sufrió de complicaciones debido al tuberculosis y fue internado en el hospital de la Universidad imperial de Keijō, donde vivió la liberación de Corea en agosto de 1945. Una vez finalizada la guerra, fundó un orfanato para los huérfanos de la guerra y se dedicó a la enseñanza de la música en Tongyong y Busán.
En 1953 al firmarse el armisticio de la guerra de Corea, trabajó como profesor de música en la Universidad de Seúl. En 1955 recibe un Premio Cultural de la Ciudad de Seúl (Seoul City Culture Award) y al año siguiente viaja a Europa para proseguir sus estudios musicales.
En 1956 estudió composición en París con Tony Aubin y posteriormente fue discípulo en Berlín de Boris Blacher, Josef Rufer y Reinhard Schwarz-Schilling.
Una invitación de la Fundación Ford le permitió instalarse en Berlín en 1964, de donde fue secuestrado en 1967 y llevado a su país por la policía secreta coreana al verse implicado en un caso de espionaje. Una vez liberado en 1969, de nuevo regresa a Alemania. A Isang yun se le prohibió regresar a Corea.
En Alemania enseñó música en la Academia de Hannover durante un año y desde 1970 hasta 1985 fue profesor de composición en Berlín. En 1971 se le concedió la nacionalidad alemana. A partir de 1973 comenzó a participar en organizaciones de Japón y Estados Unidos con el fin de conseguir la democratización de Corea del Sur y la reunificación del país
Promovió la celebración de un concierto en el que participaran músicos de las dos Coreas, acto que por fin se celebró en 1990. En 1994 fue invitado a un festival musical en Corea, pero debido a problemas con el gobierno el acto fue suspendido. Yun falleció el 3 de noviembre de 1995 debido a una pulmonía y un año después se fundó en Berlín la Fundación Internacional Isang Yun.

## Su obra
La preocupación musical primaria de Yun era el desarrollo de la música coreana a través de los instrumentos musicales occidentales. Después de experimentar con técnicas seriales sobre los 12 tonos de la escala cromática durante sus estudios en Darmstad, Yun desarrolló su propia personalidad musical en sus trabajos de principios de los años 60. La música de Yun empleó las técnicas asociadas a música coreana tradicional, tal como glissandi, pizzicati y vibrati. También la central a su estilo era la presencia de las líneas múltiple-melódicas, que Yun llamó “Haupttöne”.

### Óperas
- DES Liu-Tung (1965) de Der Traum
- DES Schmetterlings(1967-1968)
- Geisterliebe (1971)
- Sim Tjong (1971-1972)

### Trabajos sinfónicos
- Bara para la orquesta pequeña (1960)
- Scenes sinfónica (1960)
- Sonores de Colloïdes para las secuencias (1961)
- Fluktuationen (1964)
- Réak (1966)
- Dimensionen para el órgano y la orquesta (1971)
- Konzertante Figuren para orquesta pequeña (1971)
- Harmonia para 16 vientos, arpa y percusión (1974)
- Concerto para violonchelo y orquesta (1975-1976)
- Concerto para flauta y orquesta de compartimiento (1977)
- Concerto doble para oboe, arpa y orquesta de compartimiento (1977)
- Muak (1978)
- Fanfarria y monumento para arpa y orquesta (1979)
- Concerto para Clarinet y orquesta pequeña (1981)
- Exemplum en el memoriam Kwangju (1981)
- Concerto no 1 (1981) para violín
- Sinfonía no 1 (1982-1983)
- Concerto no 2 (1983-1986) para violín
- Gongo-Hu para arpa (1984)
- Sinfonía no 2 (1984)
- Sinfonía no 3 (1985)
- Impresión para orquesta pequeña (1986)
- Mugung-Dong (invocación) para los vientos, la percusión y el bajo doble (1986)
- Sinfonía no singen de 4 de “Im Dunkeln” (1986)
- Concertante de Duetto para oboe, cuerno inglés y las secuencias (1987)
- Sinfonía no 1 del compartimiento para 2 oboes, 2 cuernos, y las secuencias (1987)
- Sinfonía no 5 para el barítono y la orquesta (1987)
- Sinfonía no 2 del compartimiento “der Freiheit de Opfern de la guarida” (1989)
- Konturen (1989)
- Concerto para oboe y el d'amore del oboe (1990)
- Silla (1992)
- Concerto no 3 (1992) para violín

### Música de cámara
- Cinco piezas para Piano (1958)
- Música para siete Instruments (1959)
- Cuarteto no 3 (1959)
- Loyang (1962)
- Garak (1963)
- Gasa (1963)
- Nore (1964)
- Images (1968)
- Riul (1968)
- Piri para oboe solo (1971)
- Trío para piano (1972-5)
- Trío para flauta, oboe y violín (1973)
- Etude para flauta sola (1974)
- Rondell (1975)
- Dúo para viola y piano (1976)
- Concertante de Pièce (1976)
- Octeto para los vientos (1978)
- Sonata para el oboe y el d'amore del oboe, arpa, viola/violoncelo (1979)
- Novellette (el an o 80)
- Concertino para el cuarteto del acordeón y de la secuencia (1983)
- Inventionen para 2 oboes (1983)
- Sonatina para 2 violines (1983)
- Quintet del Clarinet (1984)
- Dúo para violoncelo y arpa (1984)
- Inventionen para 2 flautas (1984)
- Quintet de la flauta (1986)
- Cuarteto para 4 flautas (1986)
- Rencontre para Clarinet, violoncelo y arpa (1986)
- En equilibrio para arpa (1987)
- Tapis para el quintet o la orquesta de la secuencia (1987) de la secuencia
- Contemplación para 2 violas (1988)
- Distanzen para los quintets del woodwind y de la secuencia (1988)
- Festlicher Tanz, viento Quintet (1988)
- Intermezzo para violoncelo y el acordeón (1988)
- Fantasioso de Pezzo para 3 instrumentos (1988)
- Cuarteto para flauta, violín, violoncelo y piano (1988)
- Cuarteto no 4 (1988) de la secuencia
- Rufe para oboe y arpa (1989)
- Junto para violín y bajo doble (1989)
- No 1 (1990) de Kammerkonzert
- No 2 (1990) de Kammerkonzert
- Cuarteto no 5 (1990) de la secuencia
- Sonata para violín y piano (1991)
- Viento Quintet (1991)
- Espace I para violoncelo y piano (1992)
- Cuarteto para cuerno, trumpett, trombón y piano (1992)
- Cuarteto no 6 (1992) de la secuencia
- Trío para Clarinet, el bassoon y el cuerno (1992)
- Espace II para oboe, violonchelo y arpa (1993)
- No 2 (1994) del Clarinet Quinetet
- Ost-Oeste-Miniaturen para oboe y violoncelo (1994)
- Cuarteto de Oboe (1994)
- Viento Octet (1994)

### Trabajos corales
- Ronquido del padme del mani de Om (1964)
- Ein Schmetterlingstraum (1968)
- Un der Schwelle (1975)
- Weise Mann (1977) de Der
- Mein Hirte (1981) del ist del Herr de Der
- O Licht… (1981)
- ¡Naui Dang, Naui Minjokiyo! (Mi tierra, mi gente) (1987)
- Engel en Flammen (1994)
- Epilog (1994)